# Université Miami
Ne doit pas être confondu avec Université de Miami.
L'université Miami (en anglais : Miami University ou Miami of Ohio) (MU) est une université publique installée dans la ville d'Oxford dans l'Ohio. Fondée en 1809, c'est la deuxième plus ancienne université de l'Ohio, et la dixième plus ancienne université publique des États-Unis. En 2019, elle accueillait presque 20 000 étudiants sur son campus principal de 8 km2 dans Oxford, et plus de 4 000 étudiants dans ses campus régionaux situés à Hamilton et Middletown. Elle doit son nom à la Vallée de la Miami.

## Historique

Sceau de l'université.

## Écoles affiliées & secteur éducatif
- College of Arts and Science
- Farmer School of Business
- McGuffey School of Education and Allied Professions
- School of Engineering and Applied Science
- School of Fine Arts
- The Graduate School

## Sport
Le club sportif est les Redhawks de Miami en 18 sports différents. Ses couleurs sont rouge et blanc.
- Football
- Basketball
- Hockey
- Patinage synchronisé
- Yager Stadium (Université Miami)
- Millett Hall
- Goggin Ice Center
- Victory Bell (Miami–Cincinnati)
- Cradle of Coaches

## Autres
- Karl Limper Geology Museum
- Hefner Zoology Museum
- Miami University Marching Band
- William H. McGuffey House
- Zachariah Price Dewitt Cabin
- Elliott and Stoddard Halls
- Langstroth Cottage

## Médias
- Miami Student (journal depuis 1826)
- RedHawk Radio
- Miami University Television (MUTV)

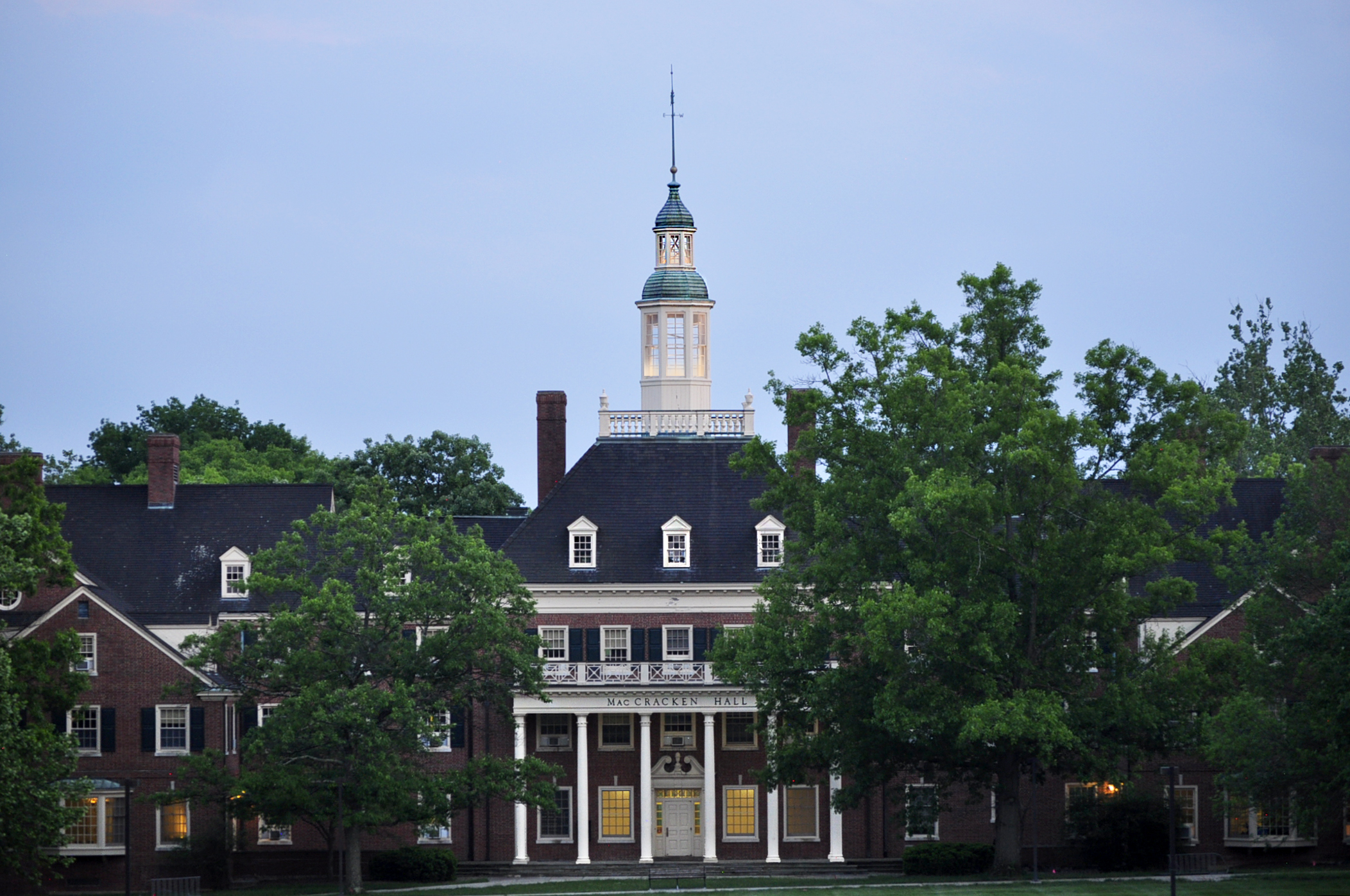
MacCraken Hall le soir.

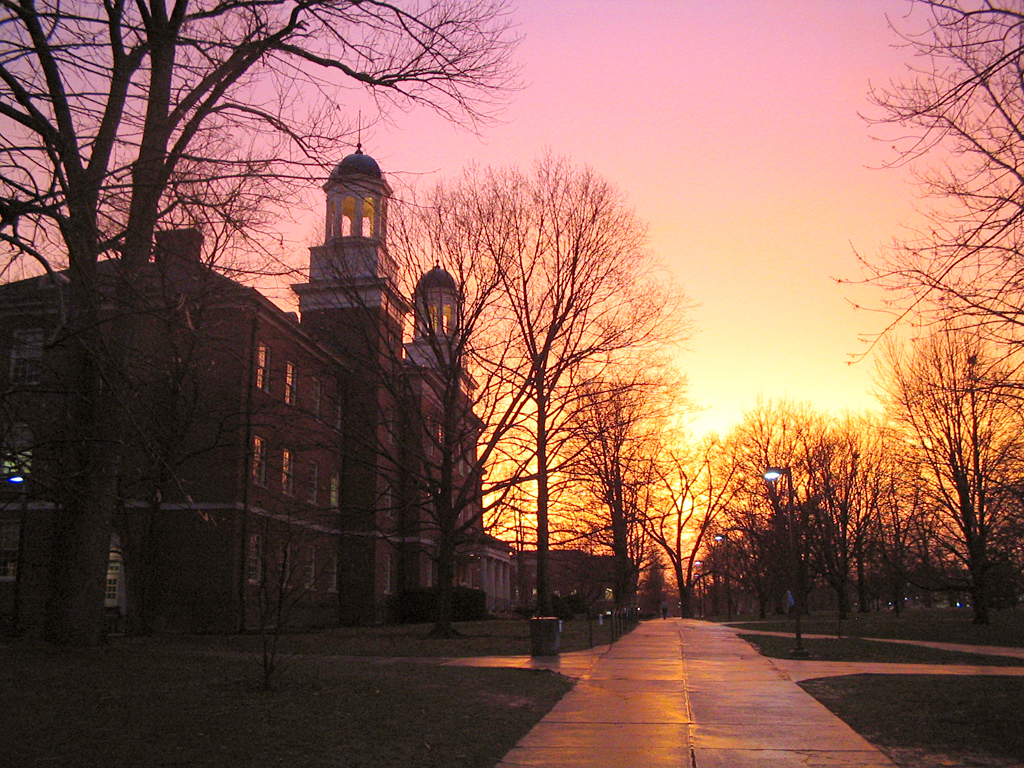
Harrison Hall.

## Personnalités liées à l'université

### Étudiants
- Art Clokey
- Benjamin Harrison, 23e président des États-Unis (1889–1893)
- Benjamin W. Lee
- Ben Roethlisberger
- Brian Pillman
- Brian Savage
- Chris Wideman
- Chung Un-chan
- Greg Lynn
- John Harbaugh
- Joseph Widney
- Kate Voegele
- Maria Cantwell
- Gérard Lopez
- Marvin Miller
- Michael Mizanin
- Mike Glumac
- Nick Lachey
- Robert Schul
- Sidney W. Souers
- Tina Louise
- Walter Alston
- Wally Szczerbiak
- Whitelaw Reid
- William Dennison, 24e gouverneur de l'Ohio